# Hra tří jezdců
Hra tří jezdců (ECO C46) je šachové zahájení otevřených her. Charakterizují ho tahy
1. e4 e5 2. Jf3 Jc6 3. Jc3
načež černý neodpovídá tahem 3... Jf6, který by značil zahájení Hra čtyř jezdců.
Hlavním pokračováním černého je varianta s fianchettem 3... g6, kterou doporučoval už Wilhelm Steinitz.

## Vedlejší varianty
1.e4 e5 2. Jf3 Jc6 3. Jc3
- 3... Sc5 4. Jxe5! Jxe5 5. d4 Sd6 6. dxe5 Sxe5 7. Sd3 s převahou bílého
- 3... Sb4 4. Jd5 s lepší pozicí bílého
- 3... d6 4. d4 Sg4 5. Sb5 nebo 5. dxe5 s lepšími šancemi na straně bílého

## Varianta s fianchettem
1. e4 e5 2. Jf3 Jc6 3. Jc3 g6 4. d4 exd4
- 5. Jd5 útok, na který musí reagovat černý správně, aby ho odrazil 5... Sg7 6. Sg5 Jce7! s protihrou (ne však 6.. Jge7? 7. Jxd4!)
- 5. Jxd4 Sg7 6. Se3 pro bílého je tu nejlepší připravit velkou rošádu
  - 6... Jge7 7. Dd2 0-0 9. 0-0-0 bílý stojí trochu lépe
  - 6... Jf6
    - 7. Dd2 0-0 8.0-0-0 Ve8 9. f3 d5! a černý má protihru (9... d6 - 7... d6)
    - 7. Jxc6!? bxc6 9. e5 Jg8 bílá pozice si zasluhuje přednost

  - 6... d6 7. Dd2 Jf6 8. f3 (8. 0-0-0 Jg4 9. Jxc6 bxc6 10. Sd4 Sxd4 11. Dxd4 Df6 a převaha bílého je nepatrná; nebo 8... 0-0 9. f3- 8. f3) 8... 0-0 9. 0-0-0 s nadějnější pozicí bílého